# Рудничанин (часопис)
Рудничанин (у поднаслову: билтен удружења Рудничана) је часопис који се издаје на Руднику, а излази на Видовдан и Савиндан.
Часопис се бави локалним темама, људима и обичајима, а уредник часописа је Радован Караулић. Часопис издаје удружење Рудничана „Рудник“.